# Resilience (psychologie)
Resilience (z lat. resilire, odrazit se, odskočit) je v psychologii duševní nebo mentální odolnost, schopnost vzdorovat nepřízni, zvládat nepříznivé situace a překonávat krize. Je to schopnost překonávat stres, přizpůsobovat se novým situacím, neztrácet motivaci a neopouštět své vytyčené cíle, a to ani v podmínkách, kdy nám okolnosti nejsou příznivě nakloněny. Je i schopností dívat se skutečnosti do očí, zbytečně se nestrachovat a neutíkat před problémy.
Emoční stabilitu tak chápeme jako schopnost člověka v případě, že je pod tlakem, po neúspěchu nebo v situaci nejistoty, umět opět rychle vstát, stále sledovat svůj cíl, zachovat si optimismus a nacházet smysl i ve velmi těžkých situacích. Tito lidé pak mají radost ze života, dobře vědí, co chtějí, mají svůj život pod kontrolou. K výzvám, které před ně staví život, přistupují pozitivně, s vnitřní klidnou vyrovnaností, sebedůvěrou, odvahou, lidskostí, velkou důsledností a disciplínou.

## Popis
Resiliencí obvykle rozumíme psychickou houževnatost, nezdolnost jedince, schopnost vyrovnat se s „ranami osudu“, dobře žít a jednat navzdory biologickým, psychologickým a psychosociálním vývojovým rizikům. Každý jedinec má jinou míru resilience, tedy míru schopnosti řešit nepříznivé životní situace. V psychologii se resilience obvykle charakterizuje jako osobnostní rys.
Někteří obracejí pozornost k jejím vnějším projevům a považují ji pak spíše za proces. Například Lutharová Ciccheti a Becker vymezují resilienci jako dynamický proces, kterým jedinec dosahuje pozitivní adaptace při vystavení nepřízni. Resilience je celoživotní proces. Děti nepotřebují žádné speciální vlastnosti, aby si resilienci vytvořily. Když si ji člověk vytvoří, neznamená to ovšem, že nebude mít do konce života problémy a krize, nýbrž že je dokáže zvládnout a překonat. Resilience však závisí i na vnějších okolnostech, fluktuuje a mění se.

## Kritika termínu resilience
Termín „resilience“ někteří psychologové kritizují. Například Boyden a Mann (2005) považují termín resilience, pocházející původně z přírodních věd (míra schopnosti tělesa pružně se deformovat), za problematický pro přenesení do psychologie.[zdroj?] Dalšími kritiky jsou například Kaplan (1999), Tarter a Vanyukov (1999), kteří považují termín za redundantní, statický a sterilní.[zdroj?]